# Lilbourn
Lilbourn is een plaats (city) in de Amerikaanse staat Missouri en valt bestuurlijk gezien onder New Madrid County.

## Demografie
Bij de volkstelling in 2000 werd het aantal inwoners vastgesteld op 1303.
In 2006 is het aantal inwoners door het United States Census Bureau geschat op 1216, een daling van 87 (-6,7%).

## Geografie
Volgens het United States Census Bureau beslaat de plaats een oppervlakte van
2,3 km², waarvan 2,3 km² land.

## Plaatsen in de nabije omgeving
De onderstaande figuur toont nabijgelegen plaatsen in een straal van 12 km rond Lilbourn.